# Station Bissegem
Station Bissegem is een spoorwegstation langs spoorlijn 69 (Kortrijk - Poperinge) in Bissegem, een deelgemeente van de stad Kortrijk. Het stationsgebouw wordt niet meer gebruikt door de NMBS.

## Geschiedenis
Op 15 januari 1853 reed de eerste trein door Bissgem, door de Société des Chemins de fer de la Flandre occidentale. Het huidige gebouw dateert van 1924 en is van het wederopbouwtype. Sinds 1987 is er geen loketfunctie meer in het gebouw. Later, in 1990, werd het gebouw verkocht. Het werd in 2001 beschermd als monument. In 2012 onderging het gebouw een grote renovatie. Het deed al dienst als groenten- en fruitwinkel en later als bloemenwinkel. Sinds 10 oktober 2014 is het gebouw een café, Eva's Grand Café.

## Diensten
Het station beschikt over twee sporen en twee perrons; op perron 1 stoppen treinen richting Poperinge, op perron 2 degene richting Kortrijk. Er is geen tunnel; oversteken moet gebeuren via een overweg. Aan de ene kant is er een schuilhok van het oude type. De andere kant heeft een normaal schuilhok.

## Galerij

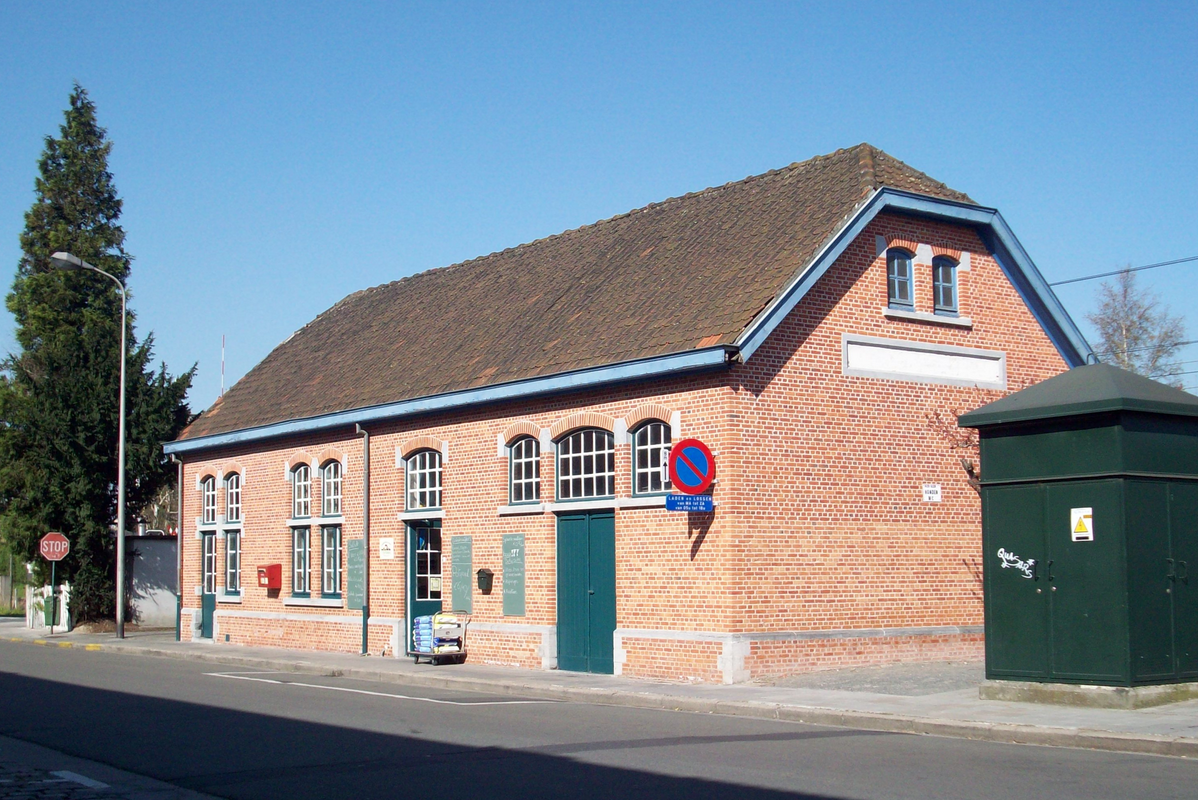
Stationsgebouw (2010)
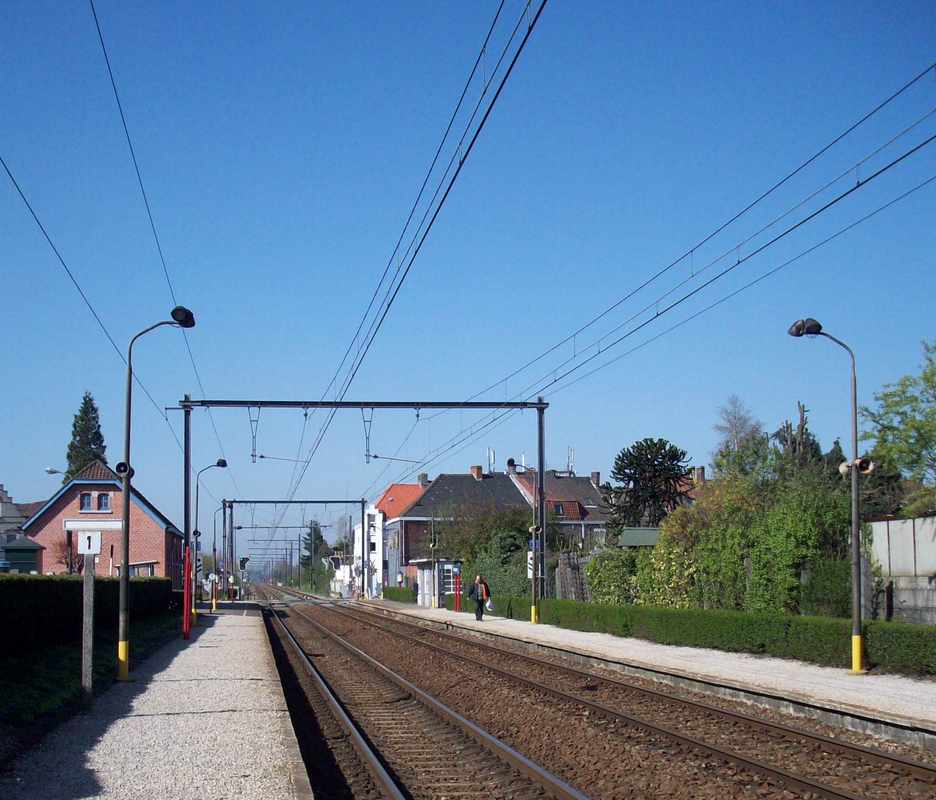
Zicht op de perrons
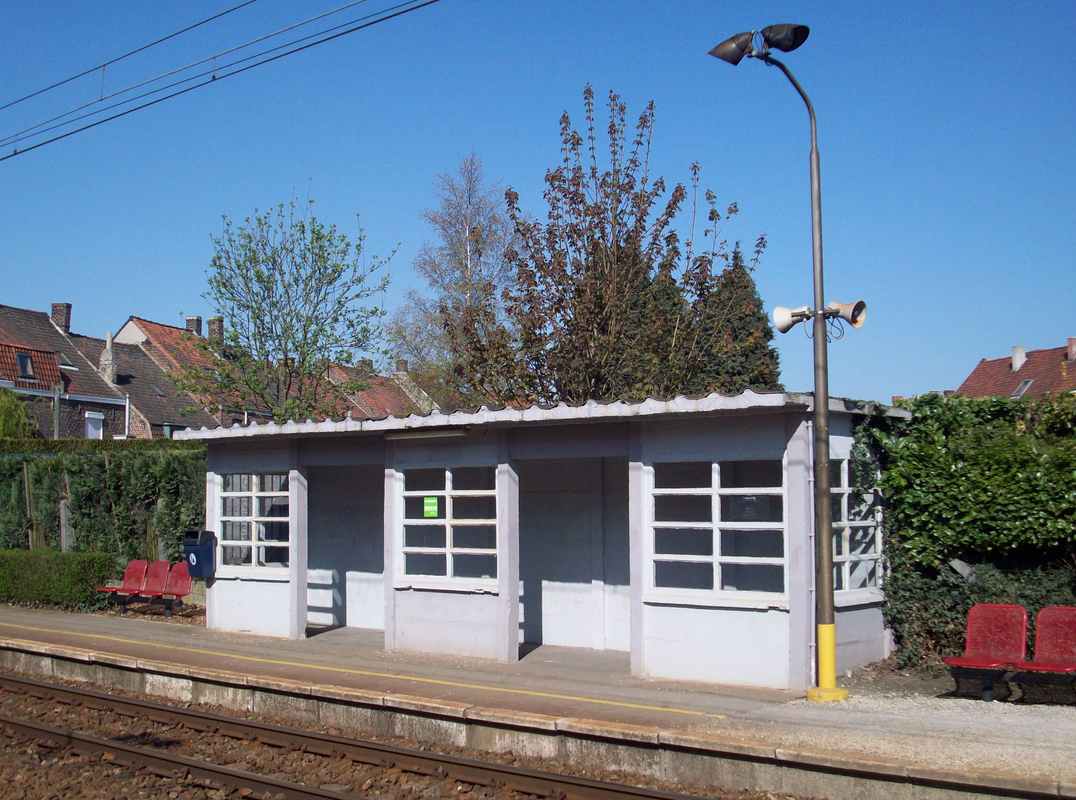
Schuilhok oude type
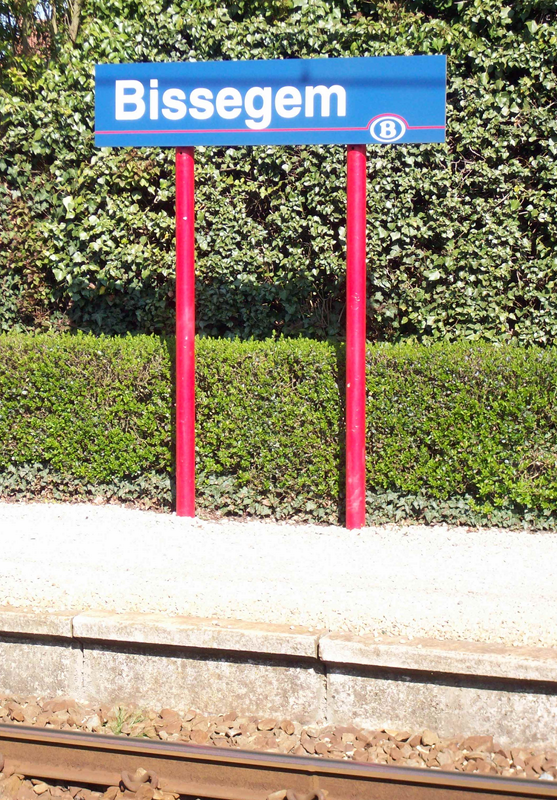
Naambord station Bissegem

## Treindienst
| Serie       | Treinsoort          | Route | Bijzonderheden                                                              |
| ----------- | ------------------- | --- | --------------------------------------------------------------------------- |
| IC 04       | Intercity (NMBS)    | Antwerpen-Centraal – Gent-Sint-Pieters – Kortrijk – Bissegem – Poperinge                                                               |                                                                             |
| P 7000/8000 | Piekuurtrein (NMBS) | [ Oostende – Brugge – ] / [ De Panne – ] / [ Poperinge – Ieper – Bissegem – Kortrijk – ] Gent-Sint-Pieters – Brussel-Zuid – Schaarbeek | Twee treinen per dag per richting. Een trein op zondagavond vanaf De Panne. |
| P 7080/8080 | Piekuurtrein (NMBS) | Poperinge – Ieper – Bissegem – Kortrijk                                                                                                | Rijdt alleen op werkdagen.                                                  |
| P 8890      | Piekuurtrein (NMBS) | Poperinge – Ieper – Bissegem – Kortrijk – Gent-Sint-Pieters – Mechelen – Leuven – Sint-Joris-Weert                                     | Een trein op zondagavond.                                                   |

## Reizigerstellingen
De grafiek en tabel geven het gemiddeld aantal instappende reizigers weer op een week-, zater- en zondag.
| Tabel: aantal instappende reizigers station Bissegem | Tabel: aantal instappende reizigers station Bissegem | Tabel: aantal instappende reizigers station Bissegem | Tabel: aantal instappende reizigers station Bissegem |
|                                                      | Weekdag                                              | Zaterdag                                             | Zondag                                               |
| ---------------------------------------------------- | ---------------------------------------------------- | ---------------------------------------------------- | ---------------------------------------------------- |
| 1977                                                 | 179                                                  | 29                                                   | 20                                                   |
| 1978                                                 | 162                                                  | 27                                                   | 31                                                   |
| 1979                                                 | 211                                                  | 28                                                   | 31                                                   |
| 1980                                                 | 188                                                  | 24                                                   | 44                                                   |
| 1981                                                 | 182                                                  | 29                                                   | 33                                                   |
| 1982                                                 | 205                                                  | 32                                                   | 28                                                   |
| 1983                                                 | 168                                                  | 27                                                   | 27                                                   |
| 1984                                                 | 148                                                  | 24                                                   | 36                                                   |
| 1985                                                 | 145                                                  | 34                                                   | 35                                                   |
| 1986                                                 | 115                                                  | 18                                                   | 23                                                   |
| 1987                                                 | 121                                                  | 22                                                   | 38                                                   |
| 1988                                                 | 155                                                  | 35                                                   | 38                                                   |
| 1989                                                 | 136                                                  | 34                                                   | 35                                                   |
| 1990                                                 | 132                                                  | 34                                                   | 73                                                   |
| 1991                                                 | 145                                                  | 47                                                   | 110                                                  |
| 1992                                                 | 124                                                  | 40                                                   | 58                                                   |
| 1993                                                 | 127                                                  | 49                                                   | 112                                                  |
| 1994                                                 | 147                                                  | 44                                                   | 91                                                   |
| 1995                                                 | 132                                                  | 50                                                   | 67                                                   |
| 1996                                                 | 155                                                  | 42                                                   | 96                                                   |
| 1997                                                 | 137                                                  | 45                                                   | 59                                                   |
| 1998                                                 | 133                                                  | 38                                                   | 46                                                   |
| 1999                                                 | 116                                                  | 56                                                   | 72                                                   |
| 2000                                                 | 143                                                  | 40                                                   | 92                                                   |
| 2001                                                 | 140                                                  | 36                                                   | 68                                                   |
| 2002                                                 | 130                                                  | 44                                                   | 64                                                   |
| 2003                                                 | 148                                                  | 53                                                   | 78                                                   |
| 2004                                                 | 118                                                  | 58                                                   | 55                                                   |
| 2005                                                 | 128                                                  | 49                                                   | 85                                                   |
| 2006                                                 | 129                                                  | 43                                                   | 48                                                   |
| 2007                                                 | 141                                                  | 50                                                   | 128                                                  |
| 2008                                                 | -                                                    | -                                                    | -                                                    |
| 2009                                                 | 148                                                  | 47                                                   | 53                                                   |
| 2010                                                 | -                                                    | -                                                    | -                                                    |
| 2011                                                 | -                                                    | -                                                    | -                                                    |
| 2012                                                 | 154                                                  | 71                                                   | 71                                                   |
| 2013                                                 | 185                                                  | 57                                                   | 50                                                   |
| 2014                                                 | 175                                                  | 37                                                   | 77                                                   |
| 2015                                                 | 172                                                  | 69                                                   | 88                                                   |
| 2016                                                 | 203                                                  | 76                                                   | 109                                                  |
| 2017                                                 | 221                                                  | 86                                                   | 158                                                  |
| 2018                                                 | 232                                                  | 137                                                  | 160                                                  |
| 2019                                                 | 272                                                  | 85                                                   | 131                                                  |
| 2020                                                 | 230                                                  | 72                                                   | 67                                                   |
| 2021                                                 | -                                                    | -                                                    | -                                                    |
| 2022                                                 | 239                                                  | 104                                                  | 226                                                  |
| 2023                                                 | 290                                                  | 191                                                  | 223                                                  |
| 2024                                                 | 250                                                  | 110                                                  | 80                                                   |

0: Kortrijk ·
0,3: Kortrijk-West ·
1,6: Bissegem ·
5,1: Wevelgem ·
10,4: Menen ·
12,2: Menen-Koekoek ·
15,6: Wervik ·
17,5: Comines-Hospice ·
19,2: Komen ·
22,8: Houthem ·
24,6: Hollebeke ·
28,5: Zillebeke ·
31,9: Ieper ·
35,7: Vlamertinge ·
38,2: Brandhoek ·
42,0: Poperinge ·
48,0: Abele
Aalbeke ·
Bissegem ·
Heule ·
Heule-Leiaarde ·
Kortrijk ·
Kortrijk-Luipaardbrug ·
Kortrijk-Vorming ·
Kortrijk-West ·
Kortrijk-Weide ·
Marke ·
Sint-Katerine